# Go Go 코리아 황금발
《Go Go 코리아 황금발》은 2012년 6월 25일부터 2012년 12월 21일까지 한국방송공사에서 방송되었던 텔레비전 프로그램이다.

## 기획 의도
외국인 2명이 함께 한국여행 체험을 하면서 관광한국의 현주소와 과제를 재발견하는 프로그램이다.

## 방송 회차

### 2012년
| 회차 | 방송일    | 부제                                                       |
| ---- | --------- | ---------------------------------------------------------- |
| 1    | 6월 29일  | 삼색의 보물상자 - 전라북도 고창군                          |
| 2    | 7월 6일   | 한국의 카리브해를 찾아서 - 경상남도 남해군                 |
| 3    | 7월 13일  | 한국의 알프스 - 강원도 평창군                              |
| 4    | 7월 20일  | 백제, 7백년의 러브스토리를 찾아서 - 충청남도 공주시/부여군 |
| 5    | 7월 27일  | 한 여름의 머드 축제 ~ - 충청남도 보령시                    |
| 6    | 8월 10일  | 나폴리의 낭만과 열정을 찾아! - 강원도 삼척시               |
| 7    | 8월 17일  | 한국의 역사 도시, - 경상북도 안동시                        |
| 8    | 8월 24일  | 맛에 멋을 들이다! - 전라북도 전주시                        |
| 9    | 8월 31일  | 늦여름 풍경이 있는 가을 여행 - 전라남도 담양군             |
| 10   | 9월 7일   | 자연과 사람의 어울림 - 경기도 가평군                       |
| 11   | 9월 14일  | 유쾌! 상쾌! 통쾌! - 충청북도 제천시                        |
| 12   | 9월 21일  | 세가지 매력에 취하다 - 부산광역시                          |
| 13   | 9월 28일  | 서울 100배 즐기기 - 서울특별시                             |
| 14   | 10월 12일 | 신라, 천년의 역사를 만나다 - 경상북도 경주시               |
| 15   | 10월 19일 | 가을의 동화 속으로 - 강원도 속초시                         |
| 16   | 10월 26일 | 하늘 땅 바다가 그린 수채화 - 전라북도 부안군               |
| 17   | 11월 2일  | 쪽빛 바다로 초대 - 경상남도 통영시                         |
| 18   | 11월 9일  | 가을로 붉게 물들다 - 전라북도 정읍시                       |
| 19   | 11월 16일 | 탐나는 도다 - 제주특별자치도                               |
| 20   | 11월 23일 | 바다가 선물한 정원 - 전라남도 여수시                       |
| 21   | 11월 30일 | 바다/섬/도시의 낭만을 만나다 - 인천광역시                  |
| 22   | 12월 7일  | 한국의 맛과 멋을 찾아 - 전라북도 순창군/남원시             |
| 23   | 12월 14일 | 겨울, 낭만의 스케치 - 강원도 춘천시                        |
| 24   | 12월 21일 | 눈꽃 소나타 - 전라북도 무주군                              |